# بنت لرينة (نبرة)

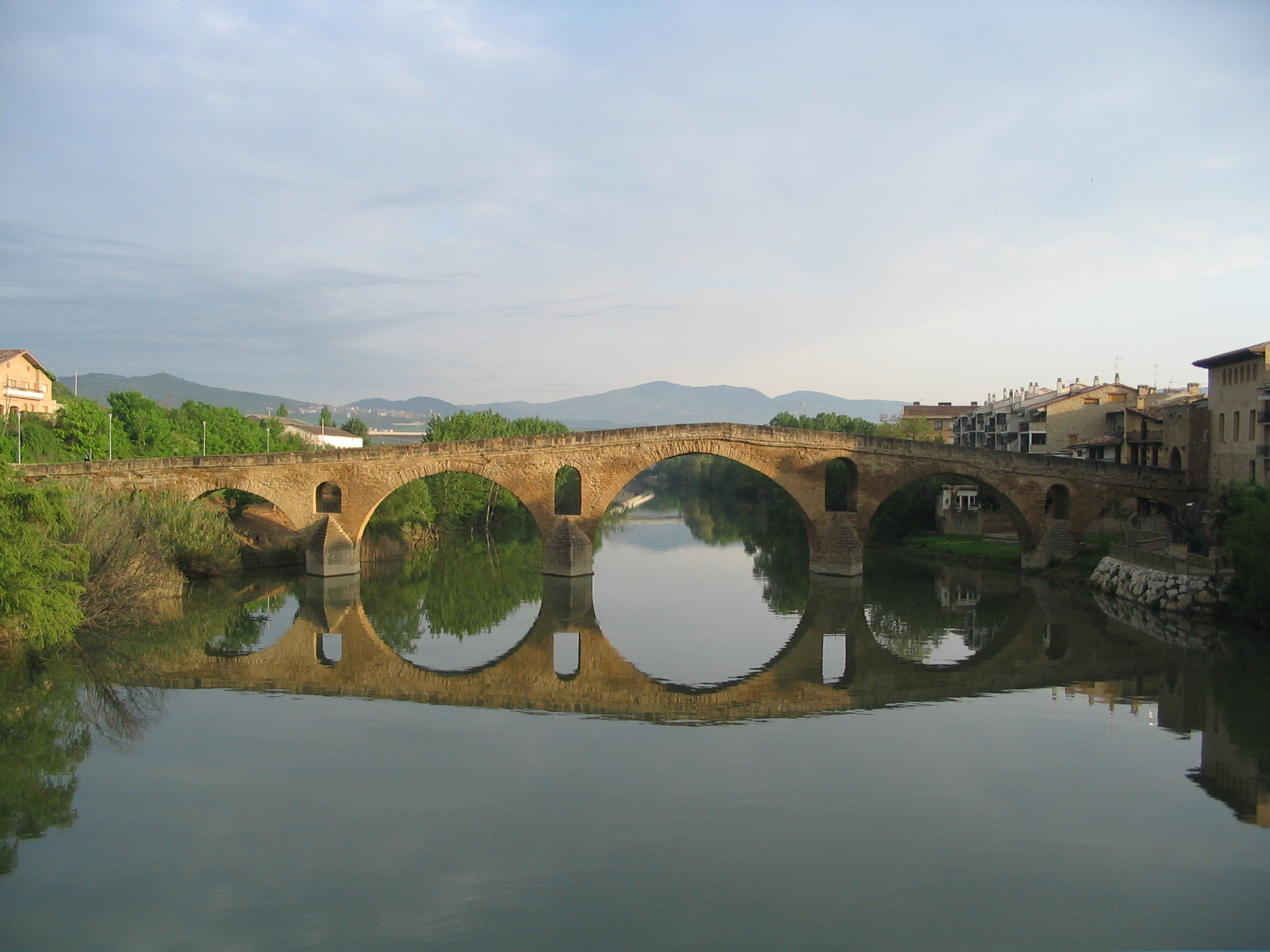

بنت لرينة (الإسبانية: Puente la Reina تعني حرفيا «جسر الملكة») هي بلدة وبلدية تقع في منطقة الحكم الذاتي نَبَرَّة في شمال إسبانيا. تقع بنت لرينة بين بنبلونة ووقسطالة على طريق شنت ياقب للحج إلى مدينة شنت ياقب. إنها أول مدينة بعد تقاطع الطريق الفرنسي (بالإسبانية: Camino Francés)‏ ، والطريق الأكثر شعبية، وطريق أرغون.

## جسر الرومَنْسِك
الملكة مايور من قشتالة، زوجة الملك سَنشو الثالث، كانت الملكة التي أعطت اسمها للمدينة والجسر، المعروف أيضًا. قامت ببناء جسر الرومنسكية ذي الستة أقواس (42°40′16″N 1°49′07″W / 42.671117°N 1.818736°W) فوق نهر Arga لاستخدام الحجاج في طريقهم إلى شنت ياقب على طول طريق شنت ياقب.